# Christophe Régin
Christophe Régin est un réalisateur français.

## Biographie
Après une licence en arts du spectacle, option cinéma, obtenue à l'Université Paris-Nanterre, Christophe Régin est admis à la Femis (département « Production ») dont il sort diplômé en 2005.
Il a réalisé plusieurs courts métrages ; son premier long métrage, La Surface de réparation, primé en 2017 au Festival du film francophone d'Angoulême, , est sorti en salle en 2018.

## Filmographie

### Courts métrages
- 2005 : Une vie pleine d'adieux
- 2010 : Adieu Molitor
- 2013 : Avec amour
- 2014 : Bangkok United

### Long métrage
- 2017 : La Surface de réparation